# Dylematy
Dylematy – zbiór felietonów Stanisława Lema po raz pierwszy wydany w 2003 nakładem Wydawnictwa Literackiego. Tom zawiera wybór tekstów Lema publikowanych w różnych czasopismach w latach 1992–2002, redakcja: Tomasz Kunz i Wojciech Zemek (sekretarz pisarza). Posłowie napisał Jerzy Jarzębski.
Część tekstów ze zbioru ukazała się później również w książce Planeta LEMa. Felietony ponadczasowe.

## Spis utworów
- Polityczne roszady
  - Niepokoje (2000)
  - Sferomachia (2001)
  - Straszliwa lekcja (2001)
  - Rozważania sylwiczne CXIV (2002)
  - Bilans (2002)
  - Teatr świata (2002)
  - Lekcja historii (2003)
- W potopie słów
  - Rozkosze postmodernizmu (1992; po raz pierwszy w zbiorze Sex Wars, 1996)
  - Magik i uwodziciel (1992)
  - Rozważania sylwiczne XCII (2000)
  - Rozważania sylwiczne XCIII (2000)
  - Rozważania sylwiczne XCIV. Przed frankfurckimi targami książki (2000)
  - Rozważania sylwiczne C (2001)
  - Rozważania sylwiczne CI (2001)
  - Rozważania sylwiczne CIII (2001)
  - Ostatni idiotyzm (2002)
  - Upadek sztuki (2002)
  - Stacja Solaris (2002)
  - Pod powierzchnią oceanu. Po amerykańskiej premierze «Solaris» (2002)
- Takie czasy
  - Energetyczne dylematy. Na marginesie sprawy Temelína (2000)
  - Sprawa krwawego błota (2001)
  - Powrót do atomu (2001)
  - Globalna globalizacja (2001)
  - W cieniu Wielkiego Brata (2001)
  - Rozważania sylwiczne CV (2001)
  - Żarłoczność demokracji (2001)
  - Pułapka profesjonalizmu (2001)
  - Rozważania sylwiczne CVIII (2001)
  - Psychologia tłumu (2002)
  - Wobec żywiołów (2002)
  - Niedobre wieści (2002)
- Kulą w płot
  - Trafione prognozy (1998)
  - Następne dwieście lat (2000)
  - Czy jesteśmy sami (2000)
  - Pytanie (2000)
  - Kulą w płot (2000)
  - Priony (2001)
  - Nowy człowiek (2001)
  - Magicy i szarlatani (2001)
  - Hochsztaplerzy (2001)
  - Wszechświat (2001)
  - Iluminacja i mózg (2001)
  - Zagłada Ziemi (2001)
  - Kreacja przez destrukcję (2002)
  - Początek i koniec (2002)
- Nowe fronty
  - Szarańcza informacyjna (1994; po raz pierwszy w zbiorze Sex Wars, 1996)
  - Cave Internetum (1996; po raz pierwszy w zbiorze Dziury w całym, 1997)
  - Raju nie widać (1996; po raz pierwszy w zbiorze Dziury w całym, 1997)
  - Skąd błąd (2000)
  - Genetyka (2001)
  - Muzyka genów (2001)
  - Sportowiec doskonały (2001)
  - Autoewolucja (2001)
  - Pod kuratelą podkoszulka (2001)
  - Nieśmiertelność (2001)
  - Splątany kłębek (2001)
  - Biogenetyczne nadzieje (2001)
  - Biogenetyczne bitwy (2001)
  - Artificial Intelligence (2002)